# Nesley Jean
Nesley Jean (Freeport, 27 agosto 1985) è un allenatore di calcio, ex calciatore ed ex giocatore di beach soccer bahamense.

## Statistiche

### Cronologia presenze e reti in nazionale
| Cronologia completa delle presenze e delle reti in nazionale ― Bahamas | Cronologia completa delle presenze e delle reti in nazionale ― Bahamas | Cronologia completa delle presenze e delle reti in nazionale ― Bahamas | Cronologia completa delle presenze e delle reti in nazionale ― Bahamas | Cronologia completa delle presenze e delle reti in nazionale ― Bahamas | Cronologia completa delle presenze e delle reti in nazionale ― Bahamas | Cronologia completa delle presenze e delle reti in nazionale ― Bahamas | Cronologia completa delle presenze e delle reti in nazionale ― Bahamas |
| Data                                                                   | Città                                                                  | In casa                                                                | Risultato                                                              | Ospiti                                                                 | Competizione                                                           | Reti                                                                   | Note                                                                   |
| ---------------------------------------------------------------------- | ---------------------------------------------------------------------- | ---------------------------------------------------------------------- | ---------------------------------------------------------------------- | ---------------------------------------------------------------------- | ---------------------------------------------------------------------- | ---------------------------------------------------------------------- | ---------------------------------------------------------------------- |
| 26-03-2004                                                             | Nassau                                                                 | Dominica                                                               | 1 – 1                                                                  | Bahamas                                                                | Qual. Mondiali 2006                                                    | -                                                                      | 77’                                                                    |
| 28-03-2004                                                             | Nassau                                                                 | Bahamas                                                                | 1 – 3                                                                  | Dominica                                                               | Qual. Mondiali 2006                                                    | 1                                                                      |                                                                        |
| 02-09-2006                                                             | L'Avana                                                                | Bahamas                                                                | 3 – 1                                                                  | Isole Cayman                                                           | Qual. Coppa dei Caraibi 2007                                           | -                                                                      |                                                                        |
| 04-09-2006                                                             | L'Avana                                                                | Cuba                                                                   | 6 – 0                                                                  | Bahamas                                                                | Qual. Coppa dei Caraibi 2007                                           | -                                                                      |                                                                        |
| 06-09-2006                                                             | L'Avana                                                                | Turks e Caicos                                                         | 2 – 3                                                                  | Bahamas                                                                | Qual. Coppa dei Caraibi 2007                                           | 1                                                                      |                                                                        |
| 19-11-2006                                                             | Waterford                                                              | Barbados                                                               | 2 – 1                                                                  | Bahamas                                                                | Qual. Coppa dei Caraibi 2007                                           | 1                                                                      |                                                                        |
| 21-11-2006                                                             | Waterford                                                              | Bahamas                                                                | 0 – 4                                                                  | Bermuda                                                                | Qual. Coppa dei Caraibi 2007                                           | -                                                                      |                                                                        |
| 23-11-2006                                                             | Waterford                                                              | Bahamas                                                                | 2 – 3                                                                  | Saint Vincent e Grenadine                                              | Qual. Coppa dei Caraibi 2007                                           | -                                                                      |                                                                        |
| 16-06-2008                                                             | Kingston                                                               | Giamaica                                                               | 7 – 0                                                                  | Bahamas                                                                | Qual. Mondiali 2010                                                    | -                                                                      |                                                                        |
| 18-06-2008                                                             | Nassau                                                                 | Bahamas                                                                | 0 – 6                                                                  | Giamaica                                                               | Qual. Mondiali 2010                                                    | -                                                                      |                                                                        |
| 02-07-2011                                                             | Providenciales                                                         | Turks e Caicos                                                         | 0 – 4                                                                  | Bahamas                                                                | Qual. Mondiali 2014                                                    | 2                                                                      |                                                                        |
| 26-03-2015                                                             | Nassau                                                                 | Bahamas                                                                | 0 – 5                                                                  | Bermuda                                                                | Qual. Mondiali 2018                                                    | -                                                                      | 30’ 90’                                                                |
| 13-10-2018                                                             | Nassau                                                                 | Bahamas                                                                | 0 – 6                                                                  | Antigua e Barbuda                                                      | Qual. CONCACAF Nations League 2019-2020                                | -                                                                      | 49’                                                                    |
| 19-11-2018                                                             | Nassau                                                                 | Bahamas                                                                | 1 – 1                                                                  | Anguilla                                                               | Qual. CONCACAF Nations League 2019-2020                                | 1                                                                      | 60’                                                                    |
| Totale                                                                 |                                                                        | Presenze                                                               | 14                                                                     |                                                                        | Reti                                                                   | 6                                                                      |                                                                        |